# Ero Fernandes
Ero Fernandes (morto ca. 926) foi um nobre galego da Alta Idade Média que viveu no Condado de Portucale. Avô de Rosendo de Celanova, foi o ancestral de várias linhagens galegas e portuguesas que se entroncaram com a mais alta nobreza de Portugal e dos reinos de Leão e Castela.  Foi conde em Lugo e senhor de Arões, tendo procedido á organização do território de Arões, atual São Romão de Arões, vila e freguesia portuguesa do concelho de Fafe, chegando ao ponto que lhe conferiu o próprio nome.

## Biografia
A sua filiação não está documentada e só se conhece, pelo seu patronímico, que o seu pai se chamava Fernando. A presença de outro conde na corte, Diogo Fernandes, genearca de uma família poderosa no norte de Portugal, marido da Onneca possivelmente do reino de Pamplona, levou alguns historiadores a supor que Ero e Diogo eram irmãos, embora não haja provas documentais para confirmar este parentesco. Teve um irmão, Godesteu que podeira ser o ascendente de Ansur Godesteis, o fundador do Mosteiro de Arouca.        
O conde Ero viveu durante os reinados de Afonso III e seus sucessores, e foi conde a partir do finais do século IX e as primeiras décadas do século X. Sua presença na Cúria Régia de Afonso é confirmada por um diploma emitido pelo rei a 30 de setembro de 899 quando Afonso entregou à Catedral de Santiago de Compostela várias vilas no território de Coimbra. Governou a tenência ou commisso do território de Lugo e a 7 de julho de 910, estando em Lugo, confirmou um documento dirigido ao rei Ordonho II pelo qual os condes prometem restaurar as casas destruídas na cidade. Um ano depois, a 22 de abril de 911, foi testemunha de um documento do rei Ordonho que confirma as doações da igreja de Santiago feitas por seus antecessores. 
Foi um grande benfeitor dos mosteiros. Com sua segunda mulher, a condessa Elvira, fundou o Mosteiro de Santa María de Ferreira de Pallares em Guntín onde se aposentou quando sua esposa ainda estava viva.  
Aparece pela última vez a 24 de setembro de 926 confirmando a carta de dote que entregou Gunterico Arias à Gontrodo Gonçalves, neta do conde Ero. Provavelmente morreu pouco depois e foi enterrado no Mosteiro de Ferreira de Pallares que ele fundou com sua segunda esposa.

## Matrimónio e descendência
Foi casado por duas vezes. O primeiro casamento foi com Adosinda de Monterroso (m. antes de 898), de quem teve dois filhos:
- Gondesendo Eris, casado com Enderquina Mendes, filha dos condes Hermenegildo Guterres e Ermesenda Gatones.[5]
- Ilduara Eris, condessa pelo seu casamento com o conde Guterre Mendes, filho de Hermenegildo Guterres. Foram os pais de vários filhos, incluindo Rosendo de Celanova[5][11] e Adosinda Guterres, provavelmente a mãe da rainha Velasquita Ramires de Leão, a esposa do rei Vermudo II.

O segundo casamento do conde Ero, ocorreu cerca de 898 com  Elvira, que nesse ano fez uma doação ao Mosteiro de Santa María de Ferreira de Pallares que ambos fundaram. Foram os pais de:
- Diogo Eris (m. antes de 917). Sua mãe procede a uma doação em nome do seu filho Diogo, já depois da morte deste.[1] Ele é considerado o pai de dois filhos, Nepociano e Gundesinda Dias, embora não haja provas documentais convincentes.[12]
- Godesteo Eris (m. depois de 939), esposo de Gugina e pai de cinco filhos.[3][12][a]

O conde Ero tinha duas outras filhas, embora não esteja claro de qual de seus dois matrimónios:
- Teresa Eris, casada com Gonçalo Afonso Betote conde de Deza. Pais de Iberia Gonçalves, cuja filha Flamula tinha a posse de Vila do Conde no ano de 953
- Goto Eris, esposa de um Munio e possivelmente a mãe de Ero Moniz.